# Grammica umbellata
Grammica umbellata là một loài thực vật có hoa trong họ Bìm bìm. Loài này được (Kunth) W.A. Weber mô tả khoa học đầu tiên năm 1973.